# Fausto Bormolini
Fausto Bormolini (ur. w 1961 roku) – włoski kierowca wyścigowy.

## Kariera
Bormolini rozpoczął karierę w wyścigach samochodowych w 1986 roku od startów Mistrzostwach Włoch w Wyścigach Górskich. Zasiadał za kierownicą samochodów Stenger ES861, Lucchini P3-94M, Osella PA20S & PA30, Lola B99/50, Reynard 95D. Sześciokrotnie zdobywał tytuł wicemistrza Europy w wyścigach górskich (kategoria 2), ostatni raz w 2014 roku.